# Anàtids
Els anàtids (Anatidae) (del llatí anas "ànec" i el grec ἰδ- id- "aspecte") constitueixen la família més important de l'ordre dels anseriformes. Hi pertanyen ocells tan coneguts com els ànecs, les oques i els cignes.

## Morfologia
Els ànecs, les oques i els cignes són ocells de mida petita a gran amb un pla corporal general ample i allargat. Les espècies bussejadores es distingeixen per ser més rodones. Les espècies existents varien en grandària des de l'oca menuda asiàtica, amb tan sols 26,5 cm i 164 g, fins al cigne trompeter, de fins a 183 cm i 17,2 kg. L'anàtida més gran que s'ha conegut mai és l'extinta Garganornis ballmanni, que pesava 22 kg. Les ales són curtes i punxegudes, i suportades per forts músculs de les ales que generen batecs ràpids en vol. Normalment tenen el coll llarg, tot i que això varia en grau entre espècies. Les potes són curtes, fortes i col·locades molt a la part posterior del cos (més en les espècies més aquàtiques) i tenen un tacte coriàci amb una textura escamosa. Combinat amb la forma del seu cos, això pot fer que algunes espècies maniobrin incòmodes a terra, però són caminants més forts que altres aus marines i aquàtiques com els podicipediformes o els petrells.
Normalment tenen peus palmats, amb un dit posterior inexistent o curt i en un pla superior als altres. Algunes espècies, com l'oca de les Hawaii, han perdut secundàriament les seves corretges. Els becs estan fets de queratina suau amb una capa de pell fina i sensible a la part superior (que té una sensació de cuir quan es toca). Per a la majoria de les espècies, la forma del bec tendeix a ser més aplanada en major o menor mesura i arrodonit amb les làmines filtrants comuns a tots els anseriformes. Els becs contenen lamel·les dentades, que estan particularment ben definides en les espècies que s'alimenten per filtre.
Hi ha dimorfisme sexual en algunes subfamílies però no en altres. El plomatge és molt dens i impermeable gràcies a la secreció de la glàndula uropigial. Els cignes, les oques i els Dendrocygna no tenen plomatge sexualment dimòrfic. Els anàtides són ocells vocals, que produeixen una varietat de sons, depenent de l'espècie; la femella sovint té una veu més profunda que el mascle.

## Hàbitat i distribució
Habiten a una gran varietat d'hàbitats aquàtics, criant principalment en aigua dolça. Alguns anàtids són agressivament territorials mentre que altres són nidificants colonials. Aquestes colònies solen ser de mida petita, des de diverses dotzenes fins a més de cent parelles. Els anàtids es reprodueixen estacionalment, encara que algunes espècies mantenen territoris durant tot l'any. La família té una distribució cosmopolita, presentant-se en tots els continents a excepció de l'Antàrtida i en la major part dels grups d'illes del món.

## Hàbits
Són ocells adaptats per l'evolució per a nedar, surant sobre la superfície de l'aigua, i en alguns casos bussejar.
Un bon nombre d'ells fan migracions anuals

## Alimentació
El règim alimentari és molt eclèctic, malgrat que la majoria són herbívors, hi ha carnívors estrictes i inclús planctívors.

## Reproducció
Els anàtids són generalment reproductors estacionals i monògams. El nivell de monogàmia varia dins de la família; molts dels ànecs més petits només mantenen el vincle durant una sola temporada i troben una nova parella l'any següent, mentre que els cignes més grans, les oques i alguns dels ànecs més territorials mantenen vincles de parella durant diversos anys, i fins i tot de per vida en algunes espècies. No obstant això, la copulació fora de la parella forçada entre les anàtides és freqüent, produint-se en 55 espècies de 17 gèneres.
Els anàtids són una gran proporció del 3% d'espècies d'ocells que posseeixen un penis, tot i que varien significativament en mida, forma i superfície. La major part de les espècies estan adaptades per a la copulació només a l'aigua. Construeixen nius senzills amb qualsevol material que tingui a mà, sovint els revesteixen amb una capa de ploma arrencada del pit de la mare. En la majoria de les espècies, només la femella incuba els ous. Les cries són nidífugues, durant el seu desenvolupament a penes unes setmanes.

## Relació amb l'home
S'han domesticat unes poques espècies i moltes altres són caçades per l'alimentació o l'oci. Des del 1600 cinc espècies s'han extingit i moltes altres estan en perill.

## Taxonomia
El nom Anatidae per a la família va ser introduït pel zoòleg anglès William Elford Leach en una guia sobre el contingut del Museu Britànic publicada el 1819.
Els anàtids han patit freqüents reorganitzacions per part dels experts. L'oca garsera era considerada part dels anàtids, però avui és situada en la seva pròpia família. Mentre que hi ha un acord gairebé general sobre quines són les espècies que formen la família dels anàtids, no passa el mateix sobre les relacions entre els diferents taxons, de manera que qualsevol classificació ha sigut contestada per altres autors.
En la classificació de Sibley, els ànecs arboris i l'ànec cabusset pertanyen a la família dels dendrocígnids (Dendrocygnidae), mentre els anàtids eren classificats en 5 subfamílies.
Estudis genètics moderns, han separat els anàtids en cinc subfamílies, i algunes d'elles en grups menors (tribus). Segons la classificació del Congrés Ornitològic Internacional (versió 13.2, 2023) aquesta família conté 53 gèneres i 174 espècies:
- Subfamília Dendrocygninae, amb dos gèneres i 9 espècies.
  - Gènere Dendrocygna, amb 8 espècies.
  - Gènere Thalassornis, amb una espècie: ànec cabusset (Thalassornis leuconotus).
- Subfamília Stictonettinae, amb un gènere i una espècie.
  - Gènere Stictonetta, amb una espècie: ànec pigat (Stictonetta naevosa).
- Subfamília Plectropterinae, amb un gèneres i una espècie.
  - Gènere Plectropterus, amb una espècie: oca d'esperons (Plectropterus gambensis).
- Subfamília Anserinae, amb 11 gèneres i 38 espècies.
  - Tribu Anserini, amb 6 gèneres i 26 espècies.
    - Gènere Malacorhynchus, amb una espècie: ànec cullerot zebrat (Malacorhynchus membranaceus).
    - Gènere Cereopsis, amb una espècie: oca cendrosa (Cereopsis novaehollandiae).
    - Gènere Anser, amb 11 espècies.
    - Gènere Branta, amb 6 espècies.
    - Gènere Coscoroba, amb una espècie: cigne coscoroba (Coscoroba coscoroba).
    - Gènere Cygnus, amb 6 espècies.

  - Tribu Oxyurini, amb tres gèneres i 8 espècies.
    - Gènere Heteronetta, amb una espècie: ànec capnegre (Heteronetta atricapilla).
    - Gènere Nomonyx, amb una espècie: malvasia emmascarada (Nomonyx dominicus).
    - Gènere Oxyura, amb 6 espècies.

  - Tribu Nettapodini, amb un gènere i tres espècies.
    - Gènere Nettapus, amb 3 espècies.

  - Tribu Biziurini, amb un gènere i una espècie.
    - Gènere Biziura, amb una espècie: ànec paput (Biziura lobata).
- Subfamília Anatinae, amb 38 gèneres i 125 espècies.
  - Tribu Tadornini, amb 6 gèneres i 17 espècies.
    - Gènere Merganetta, amb una espècie: ànec torrenter (Merganetta armata).
    - Gènere Alopochen, amb tres espècies.
    - Gènere Neochen, amb una espècie: oca de l'Orinoco (Neochen jubata).
    - Gènere Chloephaga, amb 5 espècies.
    - Gènere Radjah. amb una espècies: ànec raja (Radjah radjah).
    - Gènere Tadorna, amb 6 espècies.

  - Tribu Callonettini, amb un gènere i una espècie.
    - Gènere Callonetta, amb una espècie: ànec de pit tacat (Callonetta leucophrys).

  - Tribu Cairinini, amb dos gèneres i tres espècies.
    - Gènere Cairina, amb una espècie: ànec mut (Cairina moschata).
    - Gènere Aix, amb dues espècies.

  - Tribu Anatini, amb 9 gèneres i 57 espècies.
    - Gènere Tachyeres, amb 4 espècies.
    - Gènere Salvadorina, amb una espècie: ànec de Salvadori (Salvadorina waigiuensis).
    - Gènere Amazonetta, amb una espècie: ànec del Brasil (Amazonetta brasiliensis).
    - Gènere Lophonetta, amb una espècie: ànec crestat (Lophonetta specularioides).
    - Gènere Speculanas, amb una espècie: ànec galtablanc (Speculanas specularis).
    - Gènere Sibirionetta, amb una espècie: xarxet del Baikal (Sibirionetta formosa).
    - Gènere Spatula, amb 10 espècies.
    - Gènere Mareca, amb 6 espècies.
    - Gènere Anas, amb 32 espècies.

  - Tribu Aythyini, amb 10 gèneres i 24 espècies.
    - Gènere Asarcornis, amb una espècie: ànec captacat (Asarcornis scutulata).
    - Gènere Pteronetta, amb una espècie: ànec de Hartlaub (Pteronetta hartlaubii.
    - Gènere Chenonetta, amb una espècie: ànec de crinera (Chenonetta jubata).
    - Gènere Hymenolaimus, amb una espècie: ànec blau (Hymenolaimus malacorhynchos).
    - Gènere Sarkidiornis, amb dues espècies.
    - Gènere Cyanochen, amb una espècie: oca alablava (Cyanochen cyanoptera).
    - Gènere Marmaronetta, amb una espècie: xarxet marbrenc (Marmaronetta angustirostris).
    - Gènere Rhodonessa, amb una espècie: ànec de cap rosat (Rhodonessa caryophyllacea).
    - Gènere Netta, amb tres espècies.
    - Gènere Aythya, amb 12 espècies.

  - Tribu Mergini, amb 10 gèneres i 23 espècies.
    - Gènere Polysticta, amb una espècie: èider de Steller (Polysticta stelleri).
    - Gènere Camptorhynchus, amb una espècie: ànec del Labrador (Camptorhynchus labradorius).
    - Gènere Somateria, amb tres espècies.
    - Gènere Histrionicus, amb una espècie: ànec arlequí (Histrionicus histrionicus).
    - Gènere Melanitta, amb 6 espècies.
    - Gènere Clangula, amb una espècie: ànec glacial (Clangula hyemalis).
    - Gènere Bucephala, amb tres espècies.
    - Gènere Mergellus, amb una espècie: bec de serra petit (Mergellus albellus).
    - Gènere Lophodytes, amb una espècie: bec de serra coronat (Lophodytes cucullatus).
    - Gènere Mergus, amb 5 espècies.

### Espècies prehistòriques
A partir dels ossos subfòssils trobats a Kauaʻi (Illes Hawaii), es coneixen dues aus aquàtiques enigmàtiques. L'avifauna prehistòrica viva i assignable de l'arxipèlag conté com a anseriformes oques Branta i els seus descendents, i els moa-nalo. Els següents tàxons, encara que certament espècies noves, no es poden assignar ni tan sols a subfamília; Kauaʻi és la més antiga de les grans illes hawaianes, el que significa que l'espècie pot haver estat evolucionant de manera aïllada durant gairebé 10 Ma (des del Miocè final), no ajuda a determinar les seves afinitats:
- "Shelduck" de potes llargues, Anatidae sp. et gen. indet.
- Talpanas, Talpanas lippa

De la mateixa manera, el Branta rhuax de l'illa gran de Hawaiʻi, i un anàtid gegantí semblant a una oca d'Oʻahu només es coneixen per fragments ossis molt incomplets i, en el primer cas, molt danyats. S'ha al·legat que el primer és un gall, però en general es va descartar a causa dels danys materials i biogeogràfics. L'ocell Kauaʻi de potes llargues, però, deixa entreveure la possibilitat d'una antiga presència tadornina a l'arxipèlag.